# Provinz Umutara

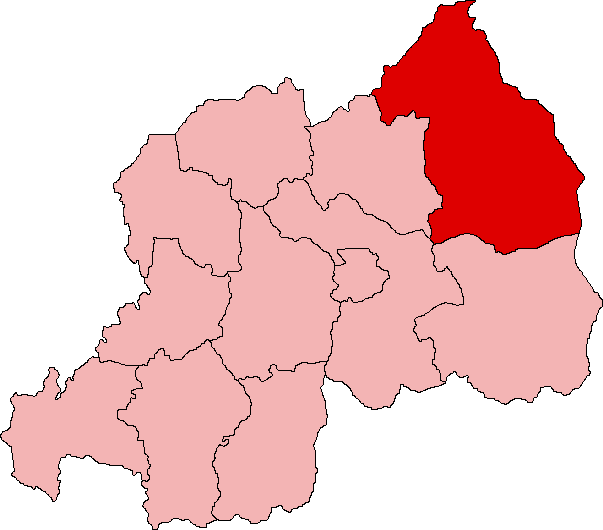
Lage der ehemaligen Provinz Umutara in Ruanda

Die Provinz Umutara war eine von zwölf Provinzen der ehemaligen Verwaltungsgliederung Ruandas. Im Januar 2006 wurden diese in eine kleinere Anzahl neuer Provinzen eingeteilt, um ethnisch vielfältigere Verwaltungsgebiete zu schaffen. Die Provinz Umutara befand sich im Nordosten Ruandas an der Grenze zu Uganda im Norden und Tansania im Osten auf der anderen Seite des Kagera-Nils. Nachbarprovinzen waren im Süden Kibungo, im Südwesten Kigali Rural und im Westen Byumba. Provinzhauptstadt war die Stadt Nyagatare.
Die Provinz unterteilte sich in die folgenden acht Distrikte:
1. Umutara
2. Bugaragara
3. Kabarore
4. Gabiro
5. Rukara
6. Murambi
7. Kahi
8. Muvumba